# Як-36
Як-36 (виріб «В», за класифікацією НАТО: «Freehand» — «виконаний від руки малюнок») — радянський палубний штурмовик, прототип першого в СРСР серійного літака вертикального злету та посадки (ЛВЗП) Як-38.

## Історія
Наприкінці 50-х років колектив ДКБ ім. О. С. Яковлєва приступив до робіт зі створення літака вертикального злету та посадки. Реалізації цих задумів сприяла поява легкого і компактного ТРД Р-19-300. У 1960 році О. С. Яковлєв запропонував проєкт літака Як-104 з двома форсованими двигунами Р-19-300 тягою по 1600 кгс як підйомно-маршових і одного підйомного Р-19-300 тягою 900 кгс.
У 1961 році розглядалися ще дві пропозиції: одномісний винищувач-бомбардувальник з двома підйомно-маршовими двигунами Р-21 М-300 і штурмовик з двома ТРД Р-ПВ-300, оснащеними турбовентиляторними агрегатами. Останні представляли собою комбінацію ТРД і вентиляторів в крилі, що приводяться в дію газовим струменем підйомно-маршових двигунів. Дослідження цих проєктів ствердили необхідність створення силової установки, що складається з ТРД і турбовентиляторного агрегату, малоресурсного ТРД тільки для злету та посадки та комбінованого двигуна з поворотним соплом.
В результаті проведених дослідних робіт до практичної реалізації прийняли проєкт, що отримав спочатку позначення «виріб В», а потім Як-36.
Розробка Як-36 велася під керівництвом С. Г. Мордвинова, що згодом став заступником головного конструктора. Провідними інженерами по машині були О. А. Сидоров та В. М. Павлов, а льотчиками — К. Б. Бекірбаєв і В. М. Горшков.
До цього часу у Великій Британії вже літав дослідний ЛВЗП «Харрієр» з одним підйомно-маршовим ТРД і чотирма поворотними соплами. Але вітчизняні авіаконструктори пішли своїм шляхом. Призначення літака і вибір підйомно-маршових ТРД Р-27-300 з поворотними соплами зумовили необхідність установки в носовій і хвостовій частині фюзеляжу струменевих двигунів з великою тягою, а один з них довелося винести вперед на довгій штанзі, оскільки призначення їх полягало не тільки в управлінні літаком на перехідних режимах, але і в балансуванні при висінні. Двигуни розмістили в носовій частині фюзеляжу, а їх сопла — в районі центру мас машини. Струменеві двигуни керувались автопілотом. Розгін виконувався під час повороту сопел двигунів в горизонтальне положення.
Зазначена компоновка силової установки призвела до застосування шасі з одноколісною носовою опорою і двоколісною задньою. Щоб забезпечити надійну безпеку пілота в позаштатних ситуаціях, у літаку встановили пристрій автоматичного примусового катапультування. Була також система автоматичного управління на близьконульових швидкостях польоту.
Було побудовано чотири зразка машини. Одна, з бортовим номером 36, призначалася для випробувань на міцність, на другій машині, з номером 37, відпрацьовувалися злети і посадки, в тому числі в режимі вільного висіння (за два роки було виконано 82 висіння). Цей екземпляр літака зазнав аварії: при вертикальній посадці зламалося шасі. На третій машині (номер 38) перевірялася ефективність доробок струменевих двигунів, автопілота і органів управління в кабіні пілота. Підбиралися оптимальні норми витрати повітря, які надавали літаку стійкість на висінні і робили машину більш керованою.
Робота просувалася повільно. Поведінка багатотонної машини, яка часом розгойдувалася над аеродромом, як маятник, і майже не піддавалася управлінню, вимагала детального вивчення і доопрацювання. Лише дослідним шляхом вдалося визначити необхідні параметри кількості повітря і палива. Нарешті, випробувачі Юрій Олександрович Гарнаєв і В. Т. Мухін почали готуватися до першого польоту ЛВЗП.
27 липня 1964 льотчик-випробувач В. Г. Мухін виконав перший політ, але з розгоном і пробігом, оскільки було невідомо, як поведе себе літак у повітрі. Після цього доопрацювали всі три машини, встановивши на них по два підфюзеляжних кіля. Але щоб здійснити вертикальний зліт, знадобилося ще майже півтора року доопрацювань. Тільки 24 березня 1966 відбувся політ по колу з вертикальним злетом і посадкою, і ця дата стала днем народження вітчизняного ЛВЗП.
У липні 1967 в Домодєдово на авіаційному параді тисячі людей побачили літак з унікальними властивостями. На пілонах під крилом глядачі могли спостерігати підвішені блоки НАР УБ-16. Але це було бутафорське озброєння, оскільки слабким місцем літака залишалася мала вантажопідйомність. Низьке корисне навантаження даного ЛВЗП робила його безперспективним, і незабаром в ОКБ приступили до розробки бойового літака Як-36М, що отримав після прийняття на озброєння позначення Як-38.

## Представники

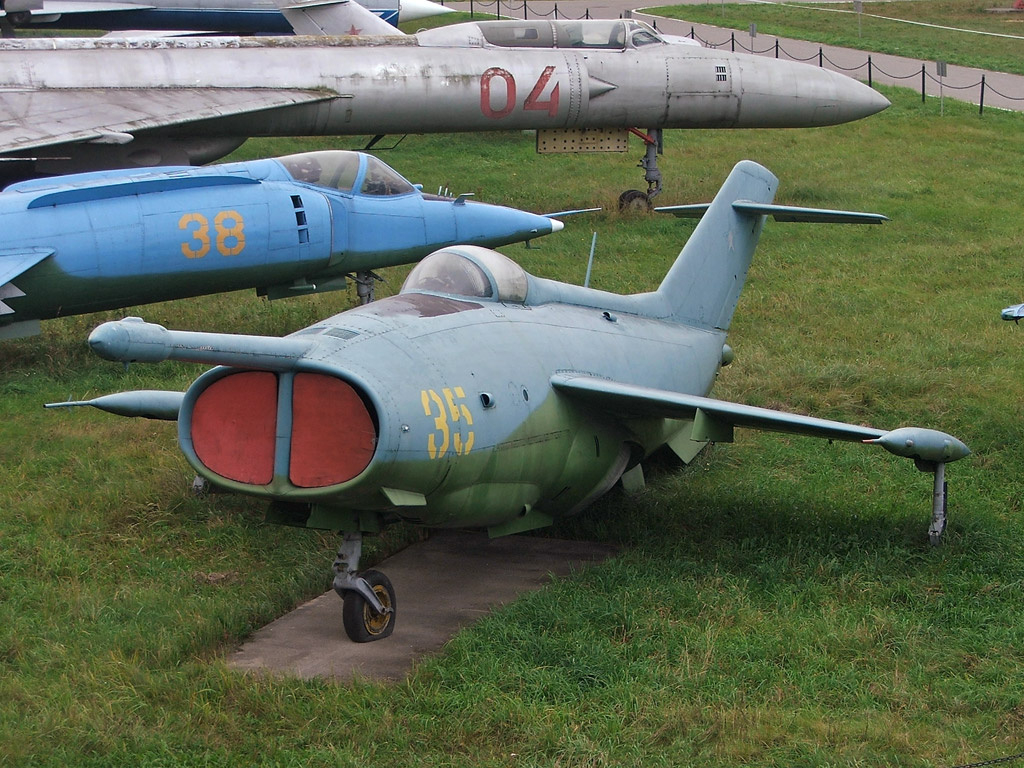
Перший дослідний Як-36 (Виріб В-1), Моніно.

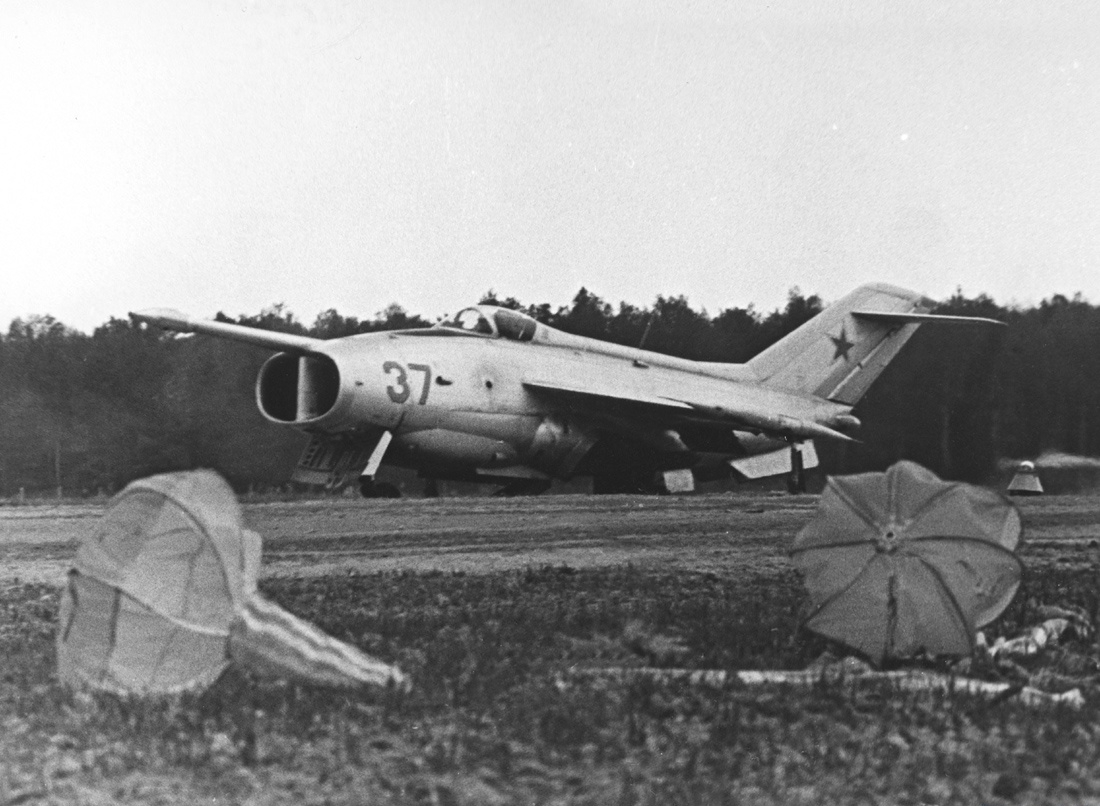
Третій дослідний Як-36 (Виріб В-3) перед авіашоу в Домодєдово.

Всього було побудовано чотири дослідницьких літака, з них два для наземних і два для льотних випробувань.

### «Виріб В-1» (бортовий номер— 36)
Перший із серії дослідних зразків Як-36, зразок для наземних випробувань. Призначався для дослідження температурних полів, створюваних розжареними газами при вертикальних злеті та посадці. Під час них літак піднімався на висоту 5 метрів над землею, будучи підвішеним на так званому кабель-крані. У 1963–1964 роках борт проходив випробування в ЦАГІ в аеродинамічній трубі Т-101. У другій половині 1964 року в конструкцію борта були внесені зміни, після чого випробування продовжилися. У січні 1981 року виріб В-1 був передано в експозицію Музею ВПС в Моніно, де він перебуває і зараз. В музеї бортовий номер був змінений на 35.

### «Виріб В-2» (літак без бортового номера)
Другий з серії дослідних зразків Як-36, зразок для статичних випробувань. Збірка була завершена наприкінці 1962 року. Ймовірно після закінчення випробувань був розібраний на метал.

### «Виріб В-3» (бортовий номер— 37)
Третій із серії дослідних зразків Як-36, перший льотний зразок. Літак був завершена на початку 1963 року. Спершу борт проходив наземні випробування, в червні — перші висіння на кабель-крані. 23 червня було здійснено перше вільне висіння. 23-30 липня було здійснено ще дев'ять висінь. У другій половині 1964 року в конструкцію борта були внесені зміни. В жовтні 1966 року борт демонструвався в статичній експозиції на авіабазі Кубинка представникам вищого військового та політичного керівництва СРСР та країн Варшавського договору. 7-8 липня 1967 року — репетиція перед авіашоу в Домодєдово, 8 липня борт отримав ушкодження. Його швидко відремонтували, але заради безпеки демонстраційний політ 9 липня був здійснений іншим бортом — виробом В-4. У 1972 році використовувався для дослідження впливу розжарених газів на покриття палуби авіаносного крейсера проєкту 1143. Подальша доля літака невідома.

### «Виріб В-4» (бортовий номер— 38)
Четвертий із серії дослідних зразків Як-36, другий льотний зразок. Збірка була завершена на початку 1964 року, водночас конструкція літака мала відмінності від перших трьох дослідних зразків. 27 липня 1964 здійснив свій перший політ за літаковим профілем (пілотував Валентин Мухін). 7 лютого 1966 був здійснений перший політ за профілем «вертикальний зліт — горизонтальна посадка». 18 жовтня був здійснений політ на авіабазі Кубинка в присутності вищого військового та політичного керівництва СРСР та країн Варшавського договору. 7-8 липня 1967 року — репетиція перед авіашоу в Домодєдово, а 9 липня борт здійснив демонстраційний політ перед публікою. Пізніше виріб В-4 використовувався для підготовки льотчиків-випробувачів для програми Як-36М. Борт зазнав аварії в лютому 1971 року — жорстка посадка після висіння. Льотчик Леонід Рибіков не постраждав, але машину довелося списати.

## Модифікації
- Як-36 (виріб В) — експериментальний штурмовик ВЗП[2]
- Як-36А — легкий багатоцільовий ЛВЗП
- Як-36-70 — легкий штурмовик ВЗП
- Як-36-70Ф — легкий винищувач ВЗП
- Як-36М/Як-38 (виріб ВМ) — штурмовик ВЗП, подальший розвиток ідей, закладених у Як-36

## Тактико-технічні характеристики

### Технічні характеристики

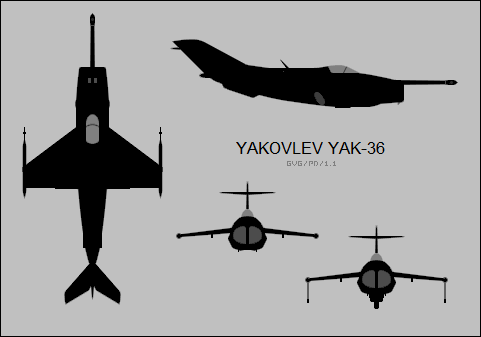
Як-36.

- Екіпаж: 1 людина
- Довжина: 16,4 м
- Розмах крила: 10 м
- Висота: 4,3 м
- Площа крила: 17 м²
- Маса порожнього: 5400 кг
- Нормальна злітна: 9400 кг
- Двигуни: 2 х ТРД Р-27-300
- Тяга нефорсованих: 2 х 5000 кгс

### Льотні характеристики
- Максимальна швидкість: 1100 км/год
- Дальність дії: 500 км
- Практична стеля: 11000 м

### Озброєння
- Бойове навантаження: 2000 кг
- Керовані ракети: Р-60М
- Кероване озброєння: НАР, бомби